# 西尼沙·斯凯林
西尼沙·斯凯林（1974年7月14日—），克罗地亚男子赛艇运动员。他曾代表克罗地亚参加1996年、2000年、2004年和2008年夏季奥林匹克运动会赛艇比赛，获得一枚银牌和一枚铜牌。

## 家庭
弟弟尼克沙·斯凯林。